# Brachygluta labyrinthea
Brachygluta labyrinthea är en skalbaggsart som först beskrevs av Thomas Casey 1894.  Brachygluta labyrinthea ingår i släktet Brachygluta och familjen kortvingar. Inga underarter finns listade i Catalogue of Life.